# Суве усне
Суве усне или љуспасти хеилитис су једно од најчешћих обољења усана. Промене су најчешће на доњој усни, а настају углавном као последица лоших навика (пушење, грицкање или влажење усана и сл). У факторе ризика за настанак болести се убрајају: недостатак витамина Б, дуготрајно излагање сунцу, ветар и други чиниоци.
Промене се јављају у виду скидања горњег слоја слузокоже и то у виду љуспица (по чему је обољење и добило име). Болесници имају осећај сушења усана услед чега их стално влаже, што још више погоршава стање.
Љуспасти хеилитис је веома упорно обољење. Као терапијска мера се препоручује заштита и мазање усана одговарајућим мастима.